# Harald Hilding Markurell
Harald Hilding Markurell (född mellan 1848 och 1855, död 1916) är huvudperson i Hjalmar Bergmans roman från 1919, Markurells i Wadköping. Han är också huvudperson i hörspelet och scenversionen med samma namn. Han är även titel- och huvudpersonen i novellen Herr Markurells död.
Markurell kan beskrivas som en oborstad och ohyfsad man som är allmänt fruktad och respekterad på grund av sin makt i Wadköpings sociala och ekonomiska liv. Han har haft ekonomiskt samröre med häradshövding de Lorche, och är utsedd till Vasariddare. Markurell är varmt religiös och citerar gärna ur Bibeln. Han har även en särskild tillgivenhet för fru Elsa de Lorche, häradshövdingens maka. I hans bekantskapskrets kan nämnas perukmakare Ström, som han hänsynslöst utnyttjar, samt sockerbagare Wedblad och lektor Ivar Barfoth, som svärmar för fru Markurell. Enligt utsago baserar sig mycket av Markurells personliga och ekonomiska liv på byggmästare Per Eriksson som Bergmans far, kamrer Claes Bergman, hade affärer med.
Han sägs i romanen vara son till en länsman Johan Markurell som hade varit sergeant i armén. Hans farfar var präst och hans farfarsfar tulltjänsteman. Den äldste kände Markurell är en viss herr Gottlieb Marcurell som uppenbarar sig i Bergslagskomedien Två släkter och som slutade sitt liv i galgen . H. H Markurell är född i Nora i Västmanland där hans föräldrar ligger begravda. Markurells fru har varit anställd som mejerska på herrgården Stortofta som släkten de Lorche äger. Markurell påstås vara far till enda barnet Johan, som i själva verket är utomäktenskaplig son till häradshövding de Lorche. Markurell har en stark kärlek till Johan eller gossen som Markurell kallar honom.
Markurell sägs i personbeskrivningen till scenversionen vara omkring 55 till 60 år gammal, vilket skulle betyda att han var född omkring 1848-1855. Han sägs i romanen ha drivit en lanthandel ett par mil utanför Wadköping, där han uppmärksammades av häradshövding de Lorche som gav honom allehanda uppgifter, vilka krävde Markurells speciella talanger. Häradshövdingen gav honom posten som värd på värdshuset Kupan i början på 1890-talet. Han fick spriträttigheter till Kupan 1895 tack vare sin gynnare häradshövding de Lorche. 
Vid romanens början har Markurell just begärt de Lorche i konkurs, till dennes släkts bestörtning. Men Markurells planer går i stöpet och han drar tillbaka sin konkursansökan. Han avlider 1916 av blodförgiftning efter att ha varit alltför romantiskt distraherad av Gullakulla, en nyanställd på Kupan. Sonen Johan dyker upp i romanen Lotten Brenners ferier, som dock inget har med romanen från 1919 att göra.